# Johanniskirche (Beendorf)

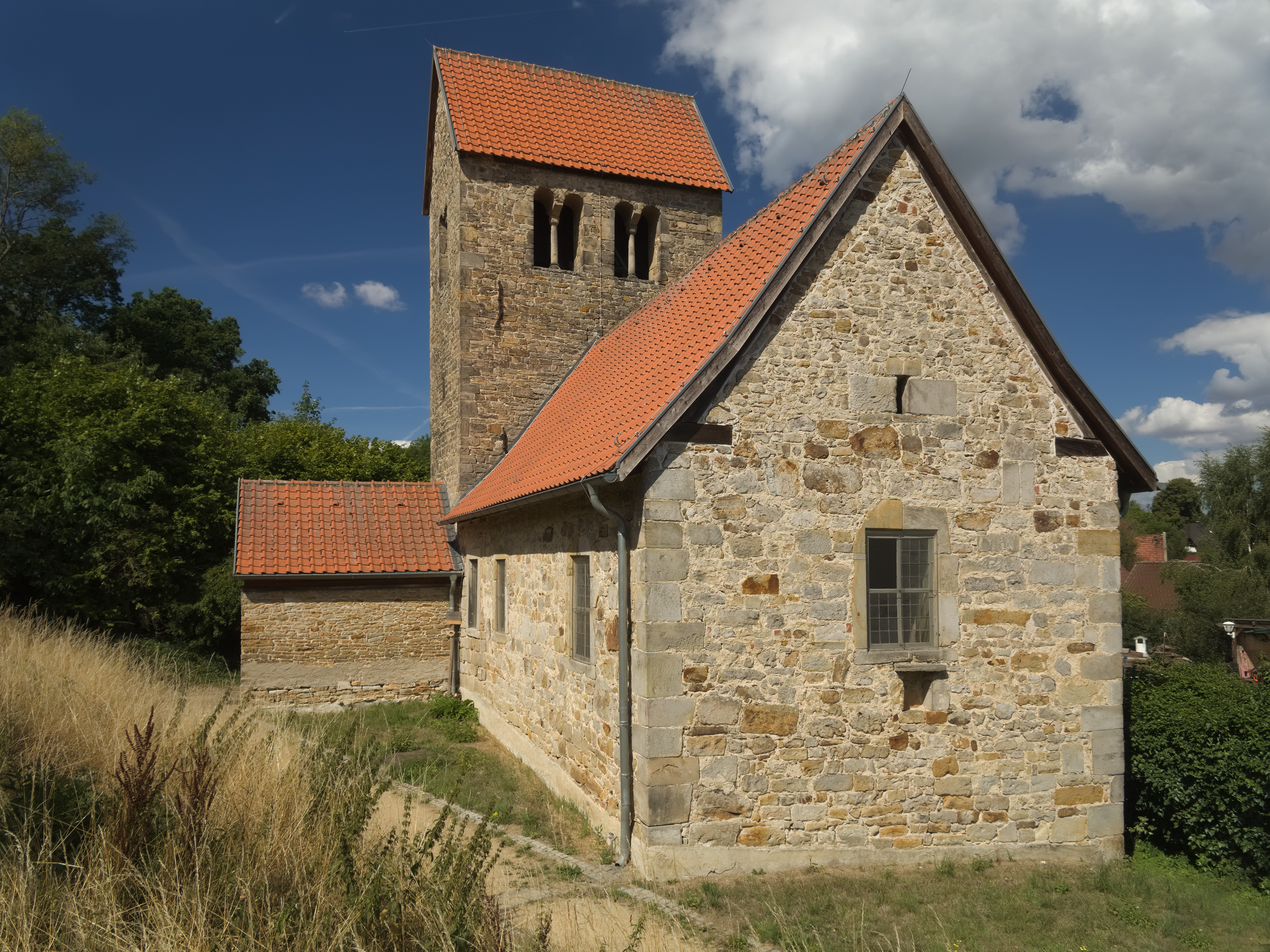
Die Johanniskirche in Beendorf, erbaut im 12. Jahrhundert

Die evangelische Johanniskirche ist ein unter Denkmalschutz stehendes Kirchengebäude in Beendorf, einer Gemeinde im Landkreis Börde in Sachsen-Anhalt. Die Kirchengemeinde gehört zum Kirchenkreis Haldensleben-Wolmirstedt im Bischofssprengel Magdeburg der Evangelischen Kirche in Mitteldeutschland.

## Architektur und Geschichte
Die Johanniskirche ist ein rechteckiger, flachgedeckter Bruchsteinsaalbau mit geradem Abschluss und einem nachträglich zu einem Querturm erhöhten Westteil. Der westliche Teil des Kirchenschiffs sowie der untere Teil des Querturms wurden im 12. Jahrhundert errichtet.
Das Kirchengebäude zeichnet sich architektonisch durch seinen Querturm mit gekuppelten Rundbogenöffnungen und Mittelsäulen mit Würfelkapitellen im Glockengeschoss sowie durch seinen spätromanischen, um 1200 angefertigten Taufstein mit kelchförmiger Kuppa aus.
In den Jahren 1926 und 1927 wurde die Kirche umfassenden Sanierungsarbeiten unterzogen: Der Kirchturm wurde neu verfugt, das Dach des Eingangsvorbaus erneuert, Decke, Wände, Fensternischen sowie Empore umgestaltet und eine neue Orgel angeschafft. Weitere Renovierungen folgten 1968 sowie von 2008 bis 2010, die Dach, Heizung und Bestuhlung betrafen.

## Ausstattung
Der Altar der Johanniskirche wurde vom ersten evangelischen Pfarrer in Beendorf, Christian Doleck, gestiftet. 1588 wurde das Barockelement des hölzernen Altaraufsatzes hinzugefügt.
Der Glockenstuhl der Kirche beherbergt drei verschiedene Glocken: Die größte Glocke ist zugleich auch die älteste und stammt noch aus dem Mittelalter. Sie weist weder Jahreszahl noch Inschrift auf. Die mittlere Glocke ist das jüngste Exemplar. Sie wurde 1962 angefertigt und ersetzte eine während des Ersten Weltkriegs eingeschmolzene Glocke aus dem Jahr 1743. Die kleinste Glocke stammt aus dem Jahr 1459, wie gotische Minuskeln bezeugen.

## Bildergalerie

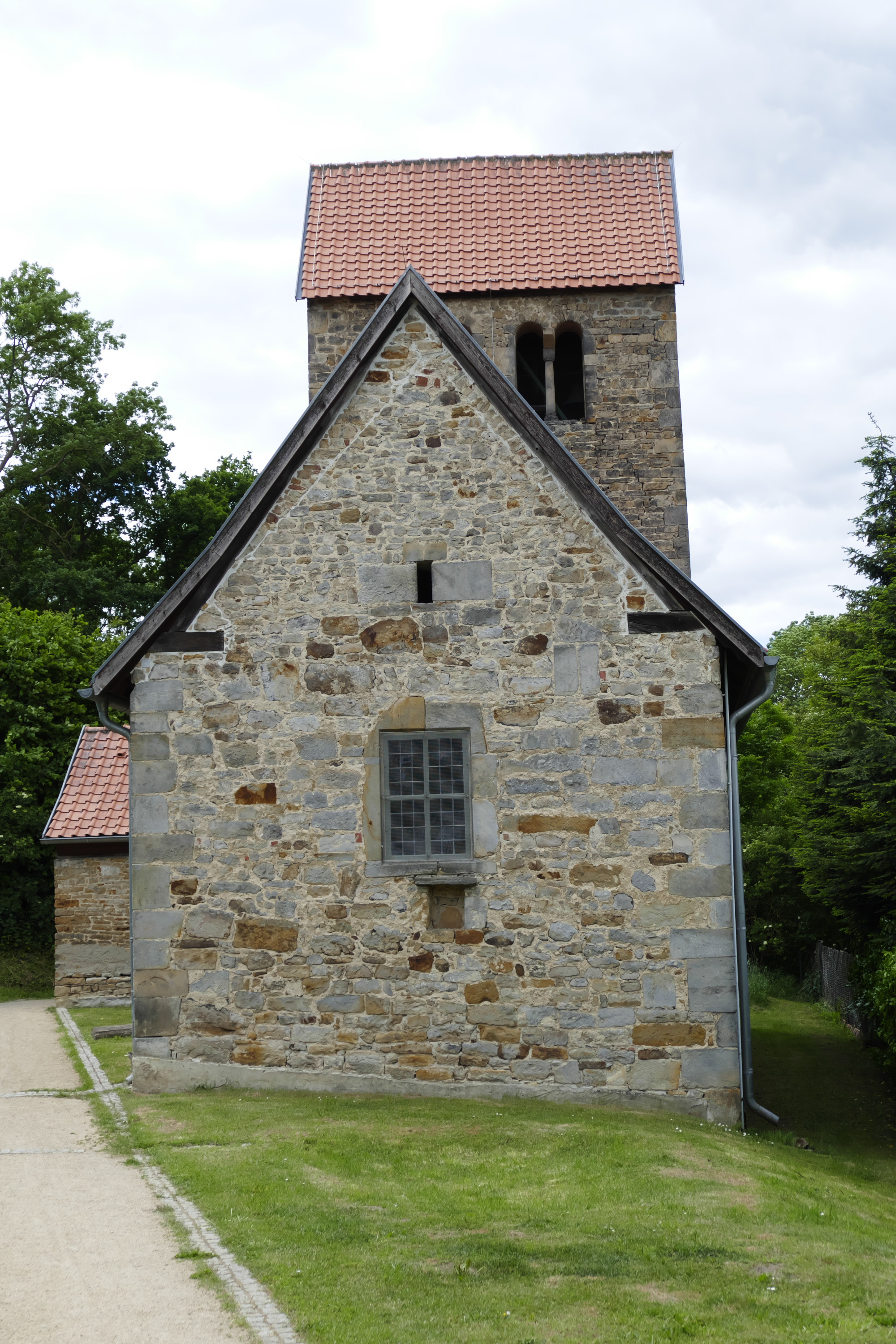
Außenansicht von Osten (2020)
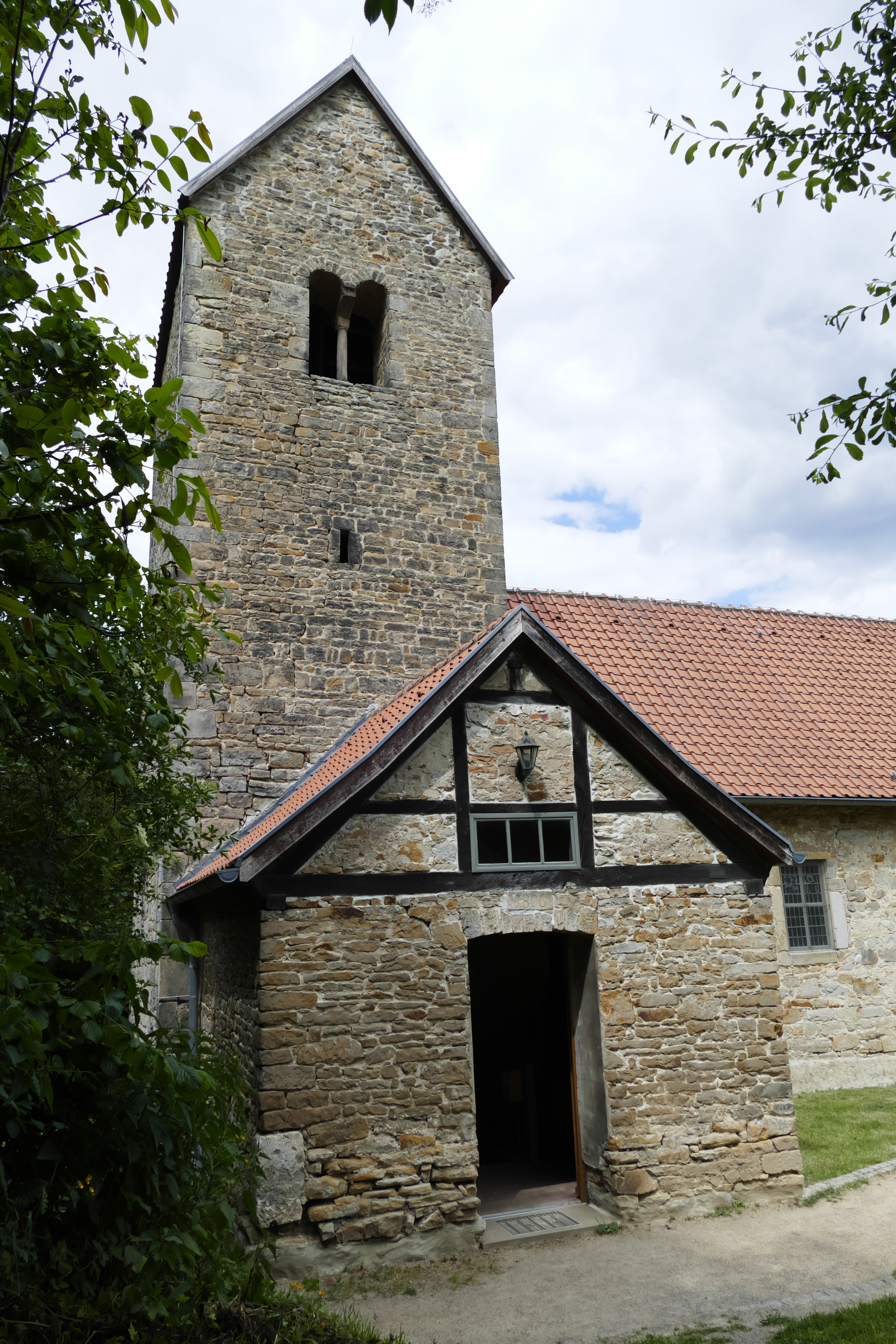
Außenansicht von Süden (2020)
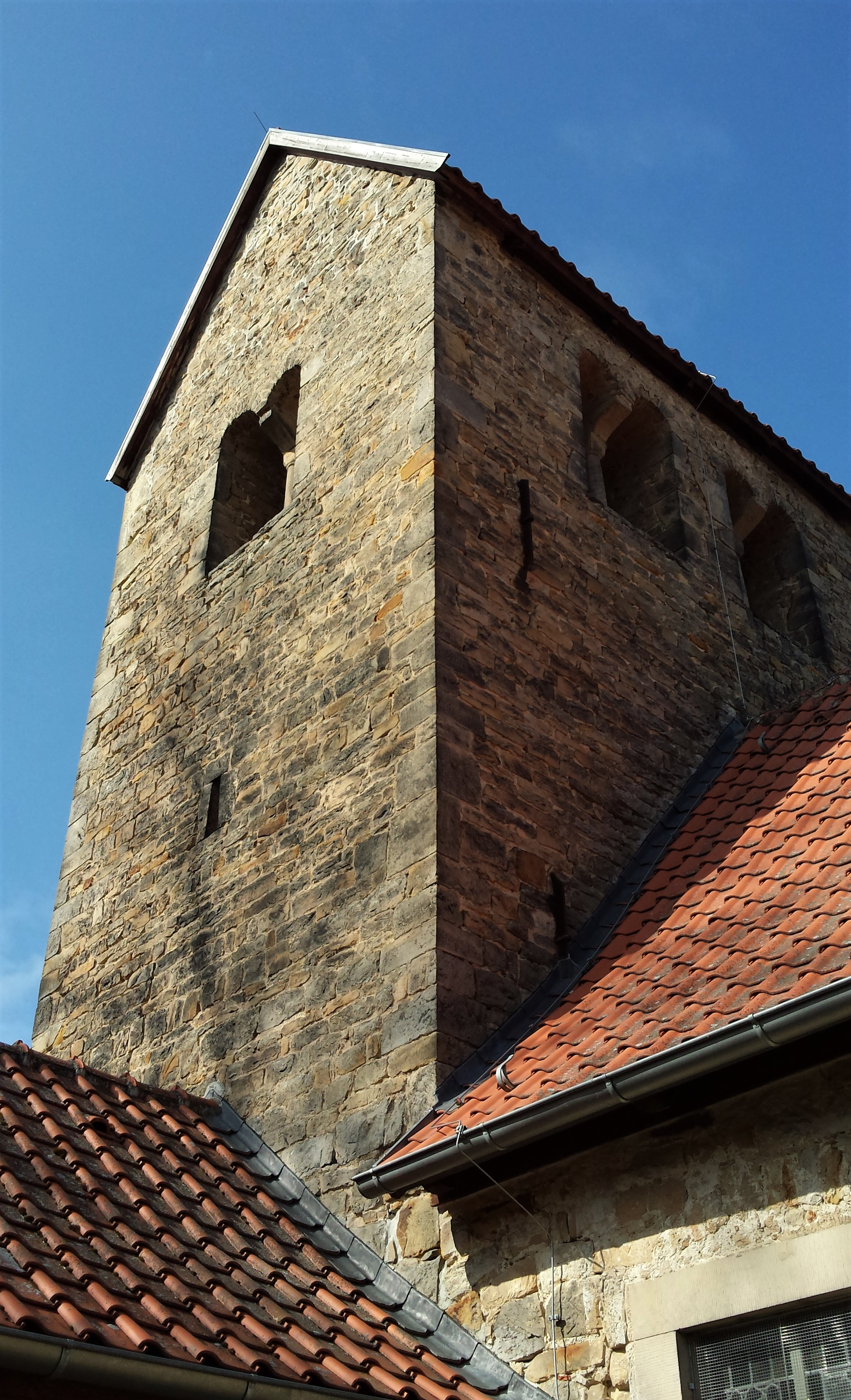
Querturm der Kirche (2022)
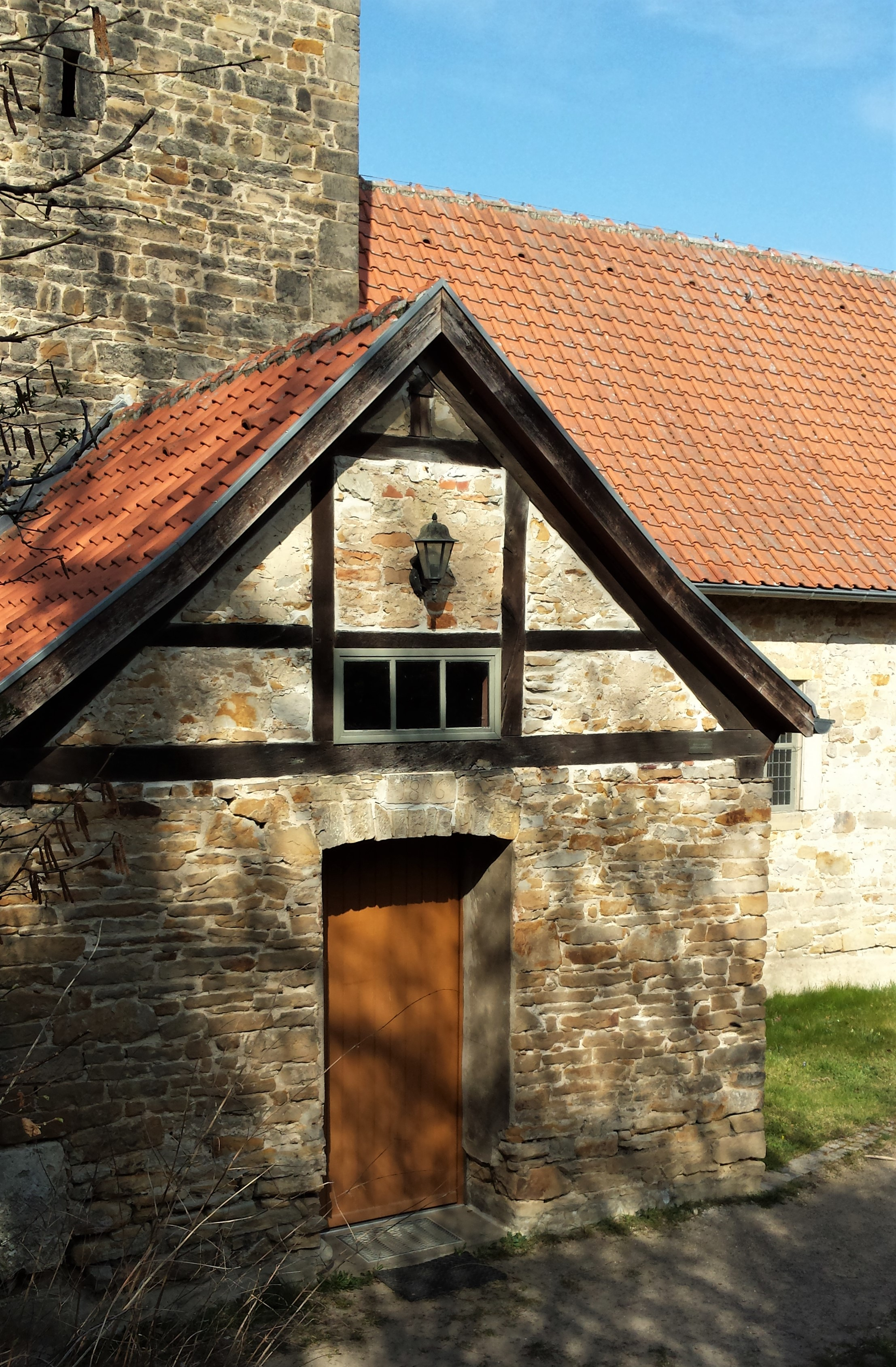
Eingangsvorbau (2022)
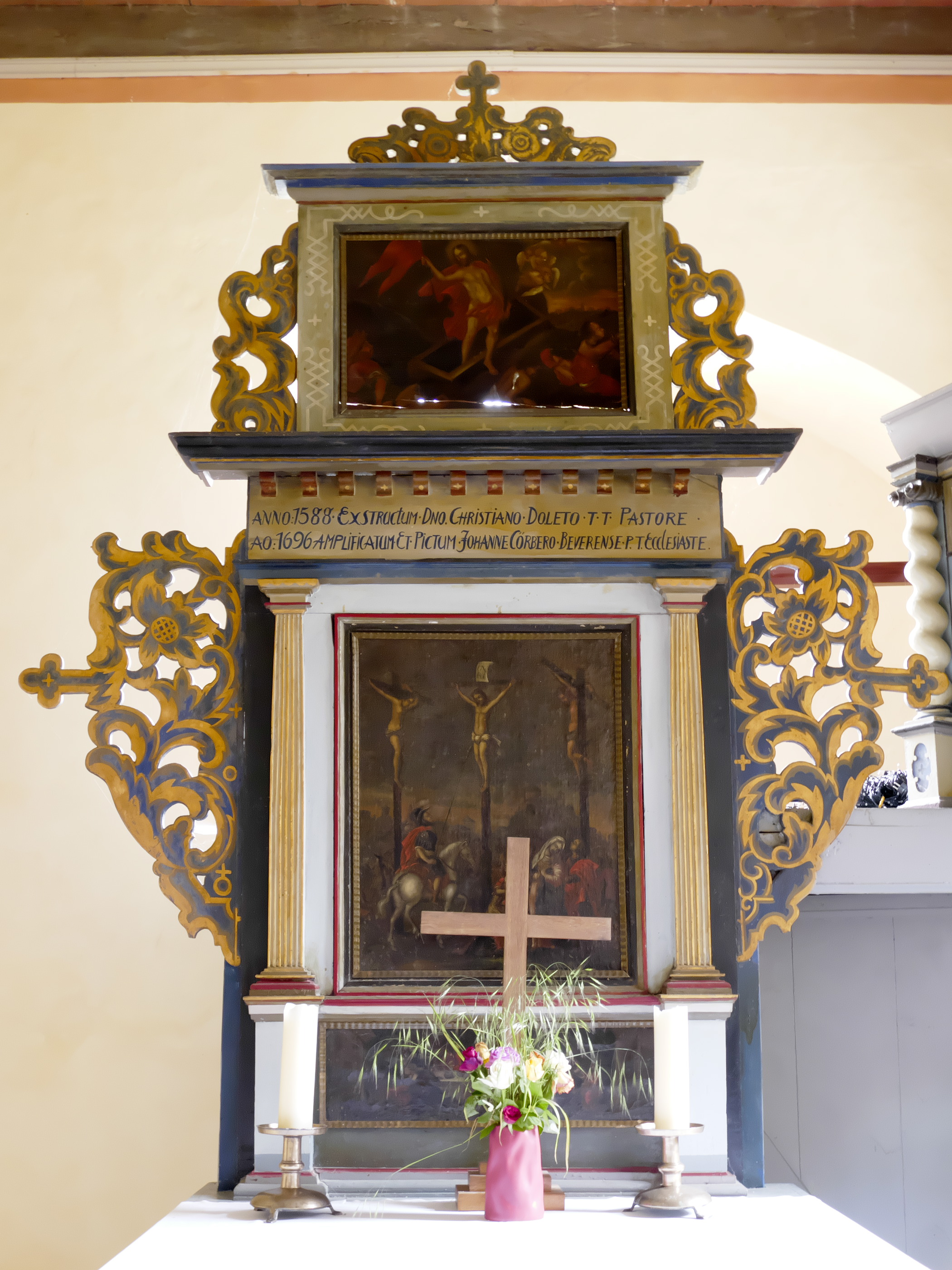
Altar im Inneren der Kirche (2020)
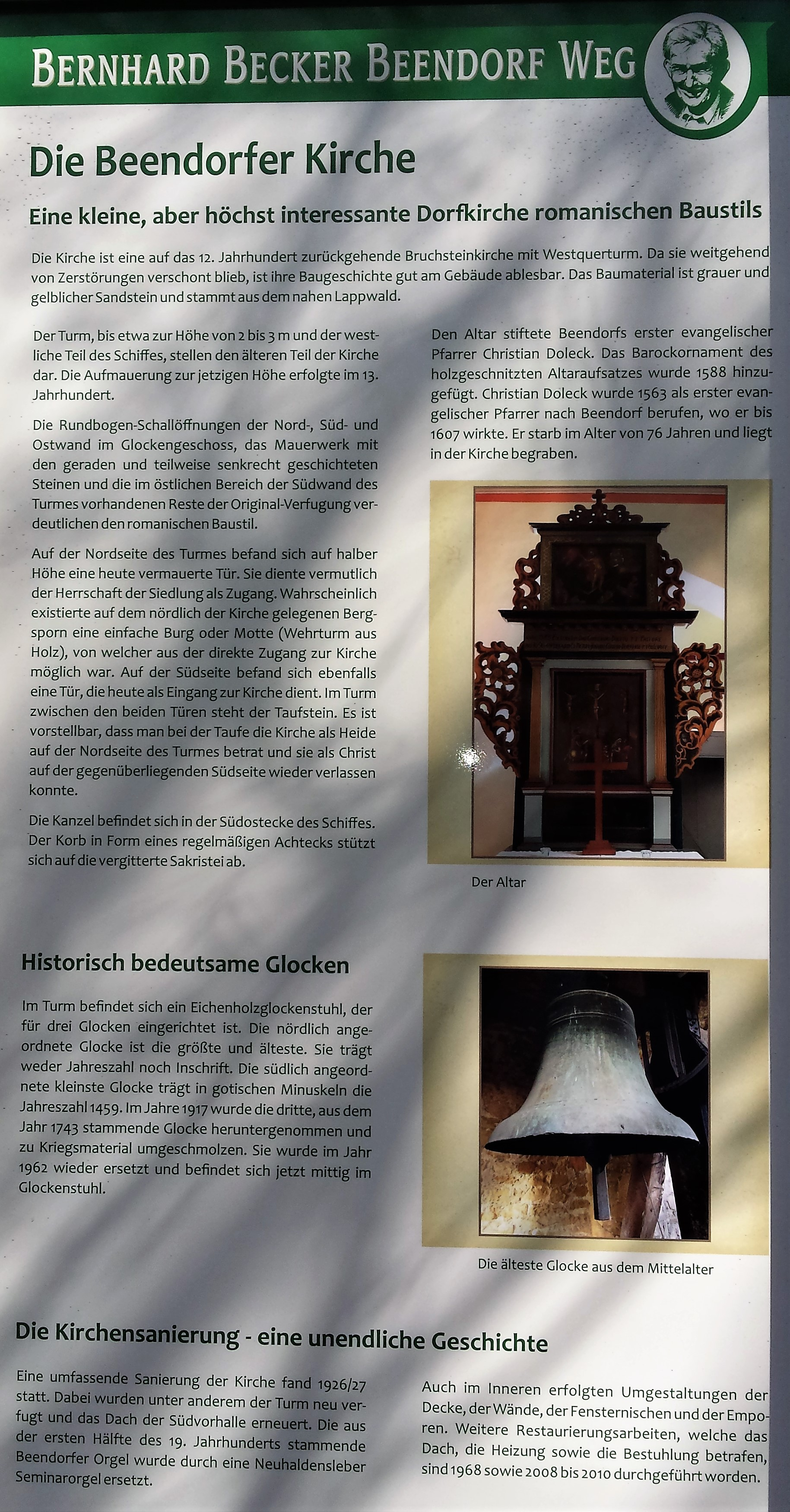
Infotafel des Bernhard-Becker-Beendorf-Wegs (2022)